# De Carlske Fabriker
De Carlske Fabriker Brdr. S & B. Lund var en kendt dansk klister- og limproducent, der blev grundlagt i 1916.
Virksomheden var i 1920'erne og 1930'erne Danmarks største og førende producent af industrilim og frem til 1980'erne
Nordens største producent af stivelsesbaseret tapetklister.
Deres hovedprodukter bestod af:
- Favorit Tapetklister (1916)
- DCF Plantelim, Bryggerilim, Koldlim, Malerlim (1920'erne)
- Arabin Tørklister (1936)
- Kogt Mos, Kærnebindemidler, Spartelfarver (1960'erne)
- Gulvafretningsmasse (1960'erne)
- Speciallime til fødevareindustrien (1960'erne)

En del af virksomhedens aktiviteter blev i 1980'erne videreført af De Carlske Fabriker Aps. Denne virksomhed blev i 1998 opkøbt af Dana Lim A/S.